# Louvigné Communauté
Die Louvigné Communauté ist ein ehemaliger französischer Gemeindeverband mit der Rechtsform einer Communauté de communes im Département Ille-et-Vilaine in der Region Bretagne. Der Gemeindeverband wurde am 31. Dezember 1992 gegründet und bestand aus acht Gemeinden. Der Verwaltungssitz befand sich im Ort Louvigné-du-Désert.

## Historische Entwicklung
Mit Wirkung vom 1. Januar 2017 fusionierte der Gemeindeverband mit der Fougères Communauté und bildete so die Nachfolgeorganisation Fougères Agglomération.

## Ehemalige Mitgliedsgemeinden
1. La Bazouge-du-Désert
2. Le Ferré
3. Louvigné-du-Désert
4. Mellé
5. Monthault
6. Poilley
7. Saint-Georges-de-Reintembault
8. Villamée